# عراك في عنبر 99
عراك في عنبر 99 فيلم أمريكي من إنتاج سنة 2017، وهو فيلم حركة (آكشن) وإثارة، كتبه وأخرجه وكتب موسيقاه أس كريج زاهلر، وهو من بطولة فينس فون وتوم قيري. تم إطلاق عرضه بمهرجان البندقية السينمائي الرابع والسبعين. ومن ثم، تم إطلاق عروضه بتاريخ 6 أكتوبر 2017 في صالات عرض السينما وكذلك للمشاهدة على الإنترنت بتاريخ 13 أكتوبر 2017.

## قصة الفيلم
يتتبع الفيلم، الذي يؤسس جيداً لأحداث الآكشن والشخصيات في النصف الأول منه، يتتبع الأحداث التي يمر بها برادلي توماس (يؤدي شخصيته فينس فون). وبرادلي ملاكم معتزل يُخلص بعمله كميكانيكي لكنه يتم تسريحه، أي فصله، من وظيفته لتردي الأحوال الاقتصادية، فيتصل بصديق قديم له ليعمل معه بنقل المخدرات بينما يحاول أن يصحح زواجه المتردي حيث يتفق مع زوجته على الإنجاب لتكوين أسره. لكن، بعد العمل بنقل المخدرات والشروع بتأسيس حياة أفضل، تحدث مشكلة تودي به إلى السجن وضياع شحنة المخدرات على العصابة التي تختطف زوجته الحامل وتهدده بأنها ستقوم بإجراء عملية طبية تضر بالجنين وبزوجته مالم ينتقل إلى سجن آخر ليقتل رجلاً ما. فيفتعل توماس المشاكل الخطيرة مع السجناء وحراس السجن «ليترقى» من سجن متوسط الحراسة إلى سجن شديد الحراسة حيث يُسجن الرجل المطلوب قتله مقابل الإفراج عن زوجته. وهنا تتسارع أحداث الفيلم لإظهار ما يمكن أن يفعله توماس بغية حماية زوجته وإبنته التي لم تولد بعد. يُظهر الفيلم، من خلال تتبع مسيرة الملاكم المعتزل والمسجون، إيحاءاتٍ متواصلة لمسيرة بطل ملاكمة لكنه الآن يخوض «عراكه» في السجون بدلاً من حلبات الملاكمة.

## ردود النقاد
لاقى الفيلم إستحسان النقاد. فحصل على قبول بنسة 92% على موقع روتن توميتوز بينما حصل على درجة 79 من 100 على موقع ميتاكريتيك. وكذلك، كان من قائمة أفضل أفلام السنة (2017) من عدة صحف إخبارية من مثل نيوزويك ولوس أنجلس تايمز.

## روابط خارجية
- عراك في عنبر 99 على موقع IMDb (الإنجليزية)
- عراك في عنبر 99 على موقع ميتاكريتيك (الإنجليزية)
- عراك في عنبر 99 على موقع روتن توميتوز (الإنجليزية)
- عراك في عنبر 99 على موقع ألو سيني (الفرنسية)
- عراك في عنبر 99 على موقع Turner Classic Movies (الإنجليزية)
- عراك في عنبر 99 على موقع فيلمافينيتي (الإسبانية)
- عراك في عنبر 99 على موقع قاعدة بيانات الفيلم (الإنجليزية)
- عراك في عنبر 99 على موقع ليتربوكسد (الإنجليزية)
- عراك في عنبر 99 على موقع كينوبويسك (الروسية)